# Stibadium hilli
Stibadium hilli là một loài bướm đêm trong họ Noctuidae.